# Aktiengesellschaft Georg Egestorffs Salzwerke und Chemische Fabriken
Die Egestorff Salzwerke, formal Aktien-Gesellschaft Georg Egestorffs Salzwerke und Chemische Fabriken oder auch Actien-Gesellschaft Georg Egestorff’s Salzwerke, in Linden vor Hannover war eine Aktiengesellschaft (AG) mit den Schwerpunkten Salinenbetriebe und Siedesalzherstellung. Das Unternehmen zählte zu den großen Salinenbetreibern in Deutschland, wurde durch seine überwiegend betriebene chemische Produktion jedoch eher zur chemischen Industrie gezählt.

## Geschichte und Beschreibung
Das Unternehmen wurde im Dezember 1871 gegründet beziehungsweise am 29. Dezember 1872 konstituiert. Zweck der Aktiengesellschaft war der Betrieb mehrerer zuvor von dem Industriellen Georg Egestorff unterhaltenen Unternehmungen: Die bei Badenstedt betriebene Saline Egestorffshall, die Chemische Fabrik und Farbenfabrik in Linden sowie die zuvor von der Firma Gebr. Niemeyer & Co. erworbene Saline Neuhall bei Davenstedt.
Das Aktienkapital – exklusive einer Hypothek von 500.000 Talern – betrug 1.500.000 Taler. Von dem Aktienkapital kam allerdings nur ein kleiner Betrag zur Begebung, da der größte Teil bereits in festen Besitz war. Zu den neun in den Verwaltungsrat gewählten Personen zählte anfangs beispielsweise der Fabrikant und Neffe Egestorffs Fritz Hurtzig, der laut einer wenige Tage jüngeren Notiz jedoch ebenso im Vorstand saß wie der Schwiegersohn Egestorffs, der Kommerzrat Friedrich Buresch; beide zählten zum Erbenkreis von Egestorff.
1883 trat der Chemiker Otto Jordan in die Egestorff Salzwerke ein und erhielt Prokura, zugleich als Direktor die Leitung der Egestorffschen Ultramarinfabrik übertragen. 1899 erhielten die beiden von der AG betriebenen Salinen elektrische Beleuchtung.
Um 1900 wurde die AG von Generaldirektor Carl Kraushaar geleitet, während im Aufsichtsrat der Aufsichtsratsvorsitzende Kammerherr Graf Karl Alten-Linsingen saß, vertreten durch den hannoverschen Bankier Eduard Spiegelberg, sowie der Lindener Ingenieur Friedrich Buresch, der in Berlin wohnende Geheime Kommerzrat H. Pringsheim, der in Hannover tätige Justizrat Leopold Abel sowie L. Huesmann aus Osnabrück.
Im Jahr 1937 hatten sich die Betriebsergebnisse der AG Georg Egestorffs Salzwerke und Chemische Fabriken im Vergleich zum Vorjahreszeitraum verbessert, allerdings sollten noch Investitionen in die Überholung der Anlagen zur Produktion von Schwefelsäure getätigt werden.